# Get at Me Dog
«Get at Me Dog» — дебютний сингл американського репера DMX на мейджор-лейблі, випущений 10 лютого 1998 року, з його дебютного альбому It's Dark and Hell Is Hot. Сингл посів 39 місце в чарті Billboard Hot 100 у США, що зробило його третім найвищим піком DMX у чарті після «Party Up (Up in Here)» та «Ruff Ryders' Anthem» (хоча й посмертно).
У пісні під час приспіву звучить Шик Луч із The Lox. Інструментал був спродюсований Dame Grease спільно з P.K.

## Цікаві факти
Текст останнього куплета є повторним використанням «East Coast Freestyle», який був дисом на 2Pac і західних реперів. У «Get at Me Dog» ці слова були адресовані K-Solo. Пісня закінчується сценкою.
50 Cent послався на цю пісню, коли дисив Шика Луча в пісні «Piggy Bank» (2005).
Пісня також з'являється у відеогрі Grand Theft Auto: Liberty City Stories 2005 року на вигаданій радіостанції The Liberty Jam.

## Список композицій
1. "Get at Me Dog" (Intro) – 0:44
2. "Get at Me Dog" (Street Version)) – 3:09
3. "Get at Me Dog" (Instrumental) – 2:55
4. "Interview With Irv Gotti" – 2:34
5. "Get at Me Dog Freestyle" – 4:08
6. "Stop Being Greedy" (Street Version) – 3:41
7. "Stop Being Greedy" (Instrumental) – 3:41

## Чарти
| Чарт (1998)                             | Найвища позиція |
| --------------------------------------- | --------------- |
| США (Billboard Hot 100)                 | 39              |
| США (Hot R&B/Hip-Hop Songs) (Billboard) | 19              |
| США (Rap Songs) (Billboard)             | 6               |